# Biserica de lemn din Moldovenești, Cluj

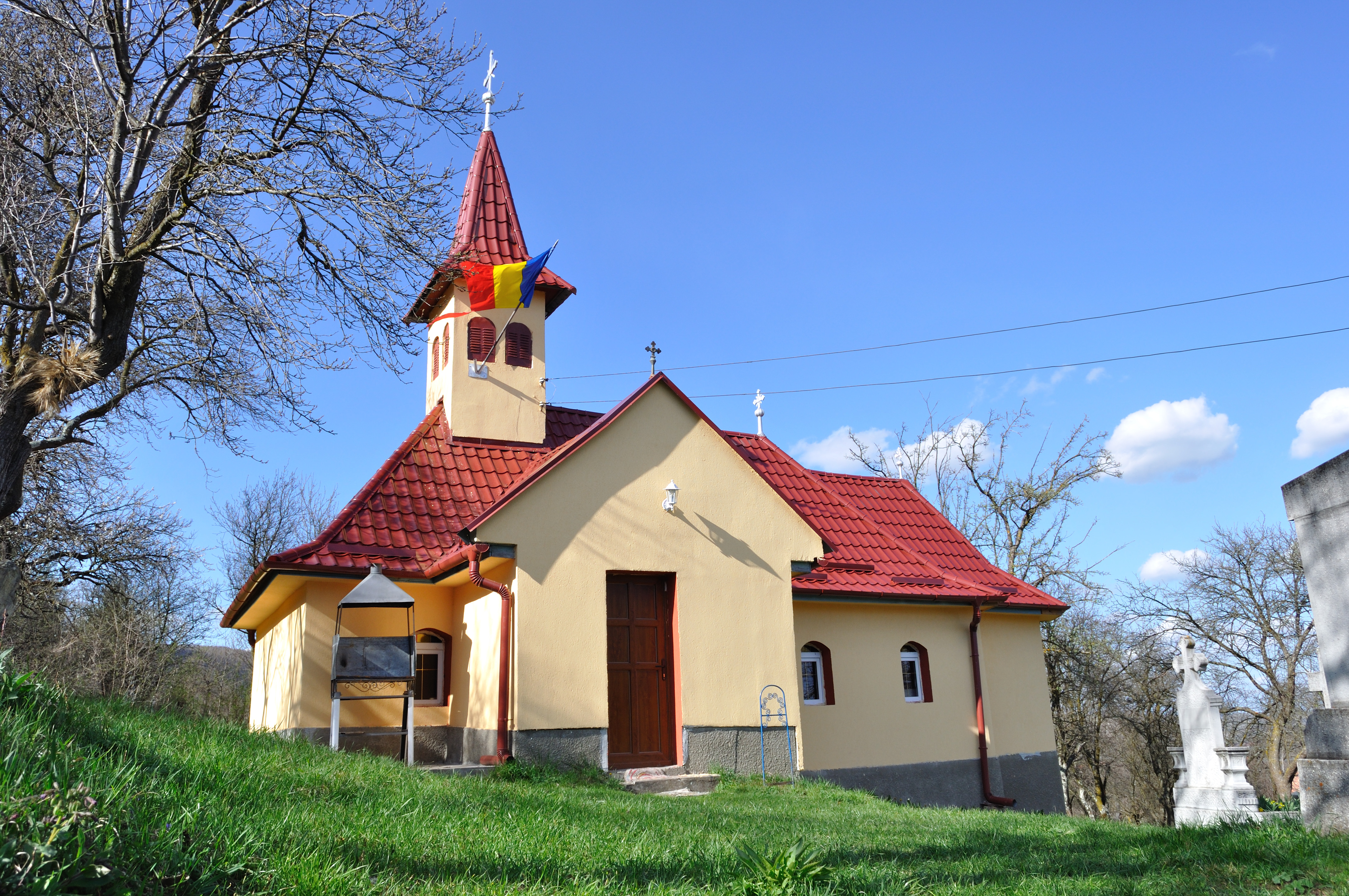
Biserica după lucrările de renovare (foto: aprilie, 2011)

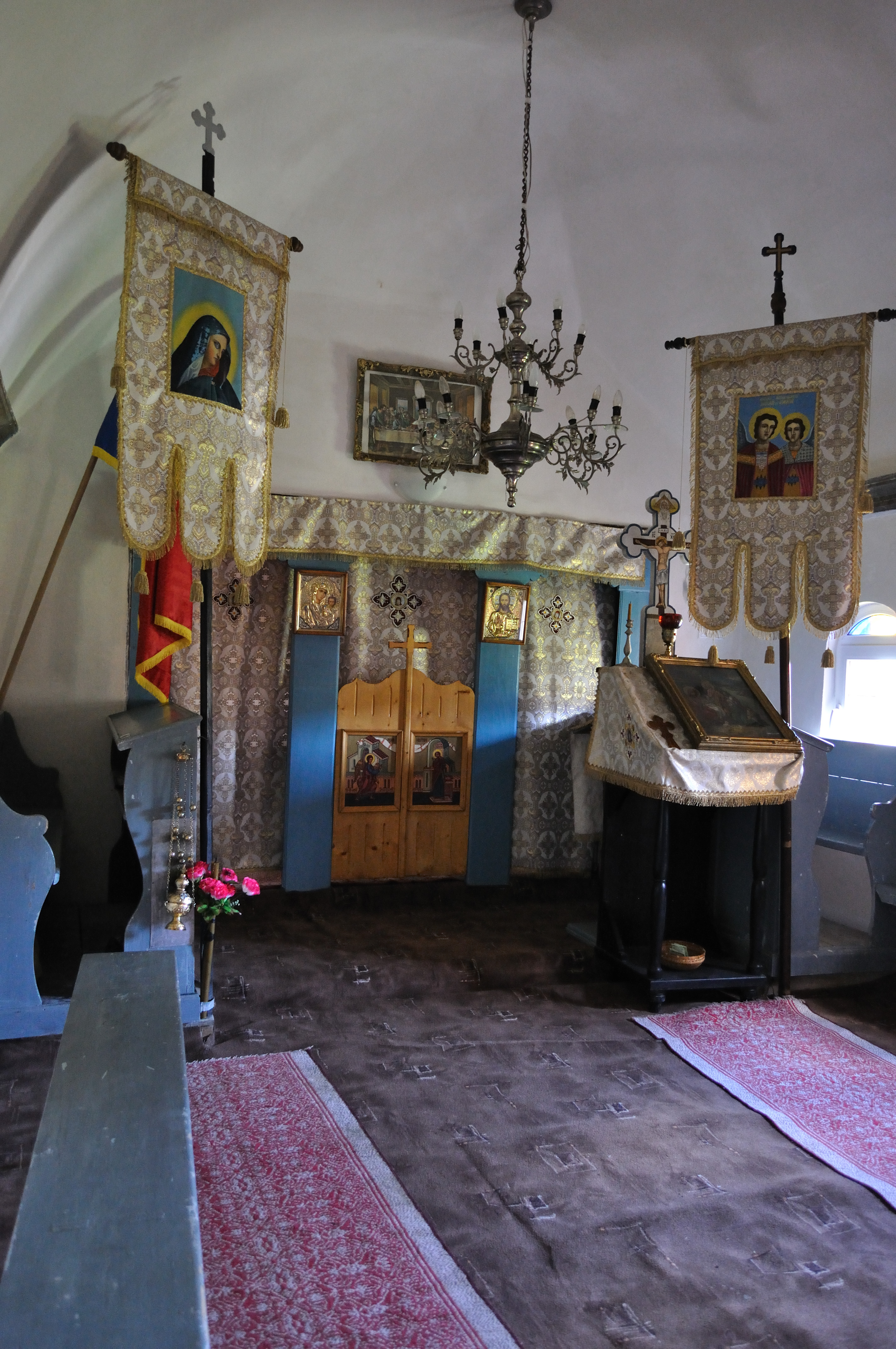
Interiorul navei

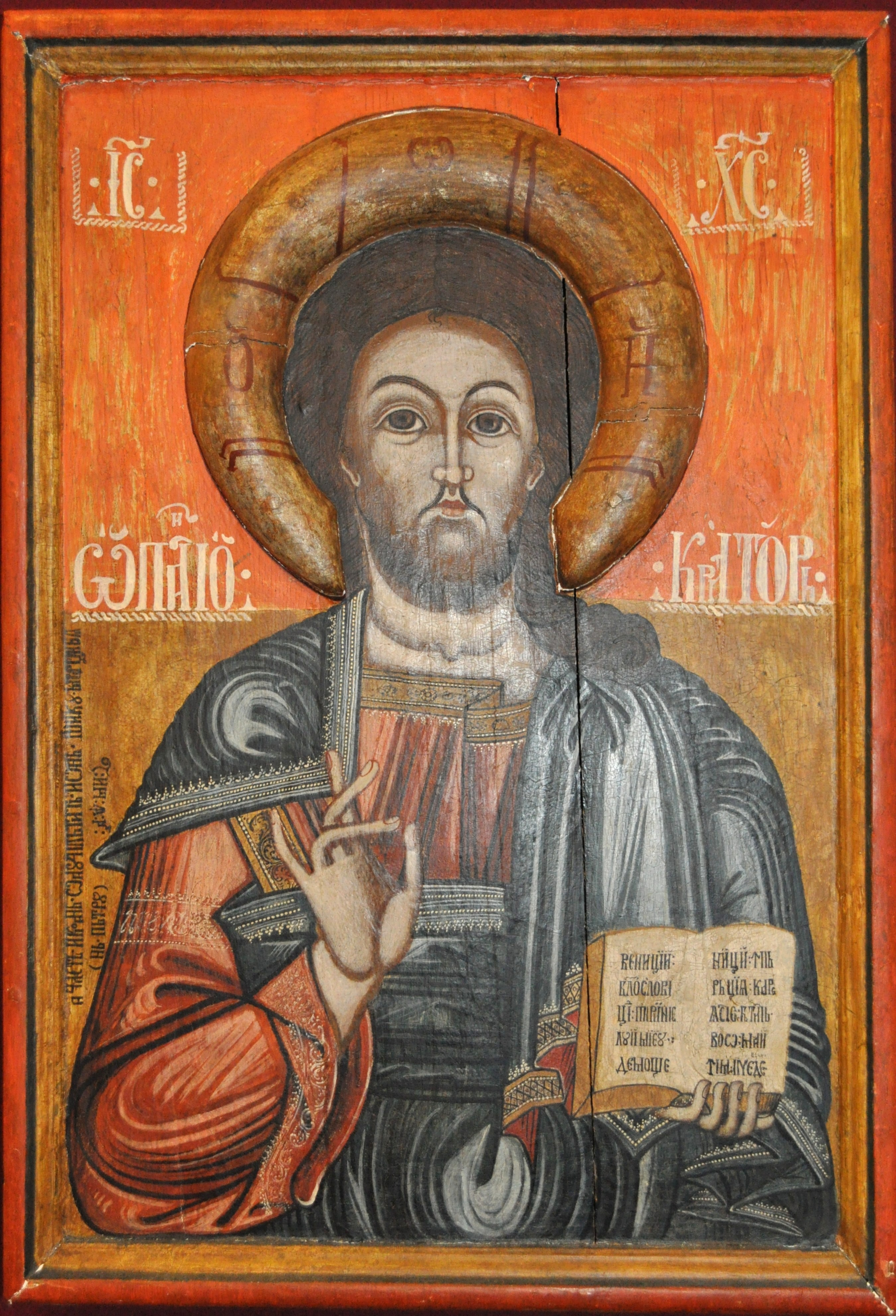
Iisus Pantocrator (David Zugravu de la Curtea de Argeș)

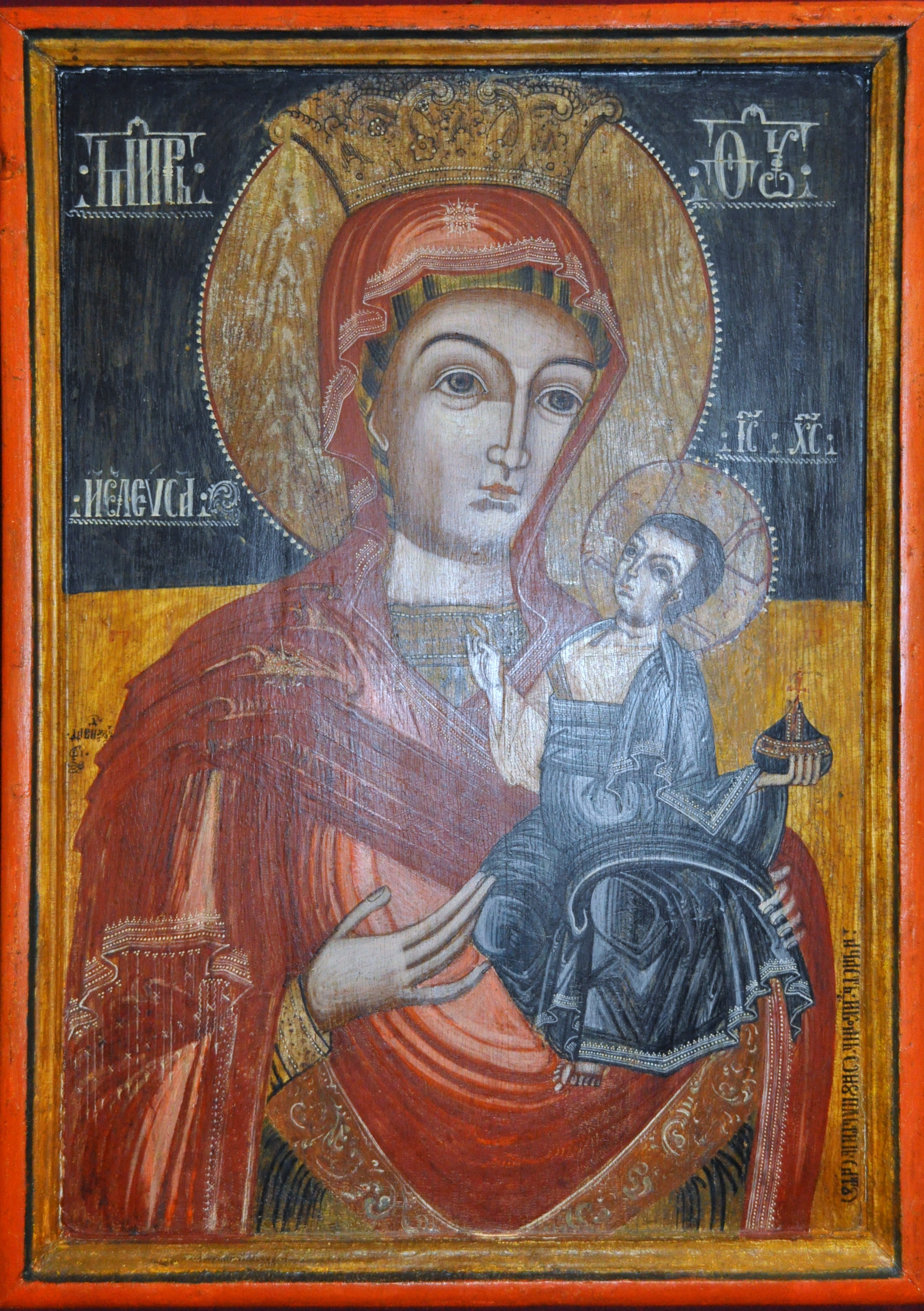
Maica Domnului cu Pruncul (David Zugravu de la Curtea de Argeș)

Biserica de lemn din Moldovenești, comuna Moldovenești, județul Cluj a fost construită în jurul anului 1900 pentru românii care lucrau pe moșia baronului Jósika Gábor. Are hramul „Sfinții Arhangheli Mihail și Gavriil”. Biserica nu se află pe noua listă a monumentelor istorice.

## Istoric și trăsături
Comuna Moldovenești se află la ieșirea Arieșului dintre munți. Satul este 
menționat în documente din secolul al XIV-lea, însă descoperiri arheologice și
numismatice au pus în evidență vestigii ce demonstrează o locuire timpurie, 
încă din secolul al XI-lea. Pe dealul numit “Cetate” , cercetări arheologice sumare au permis identificarea unei cetăți din perioada feudalismului timpuriu (secolele XI-XIII). Cetatea a parcurs două faze, prima când se înconjoară de un val de pământ, cea de-a doua când se ridică și ziduri de piatră fasonată. Viața cetății înceteză la scurt timp după distrugerile produse de tătari, la năvălirea din 1241.
De la vechea biserică de lemn -radical modificată– provin două frumoase 
icoane împărătești, aflate în colecția Arhiepiscopiei Ortodoxe Române din Cluj-Napoca. Pictate în stil tradițional brâncovenesc, aceste icoane sunt operele lui David Zugravul, artist ce își are obârșia la sudul Carpaților, la Curtea de Argeș. Icoana „Maria cu Pruncul” este semnată „David Zugraful”, iar pe cea cu „Isus Pantocrator” apare inscripția „Acestă icoană o au plătit Ionu, Tudoru și cu Pătru. 1748”.

## Imagini

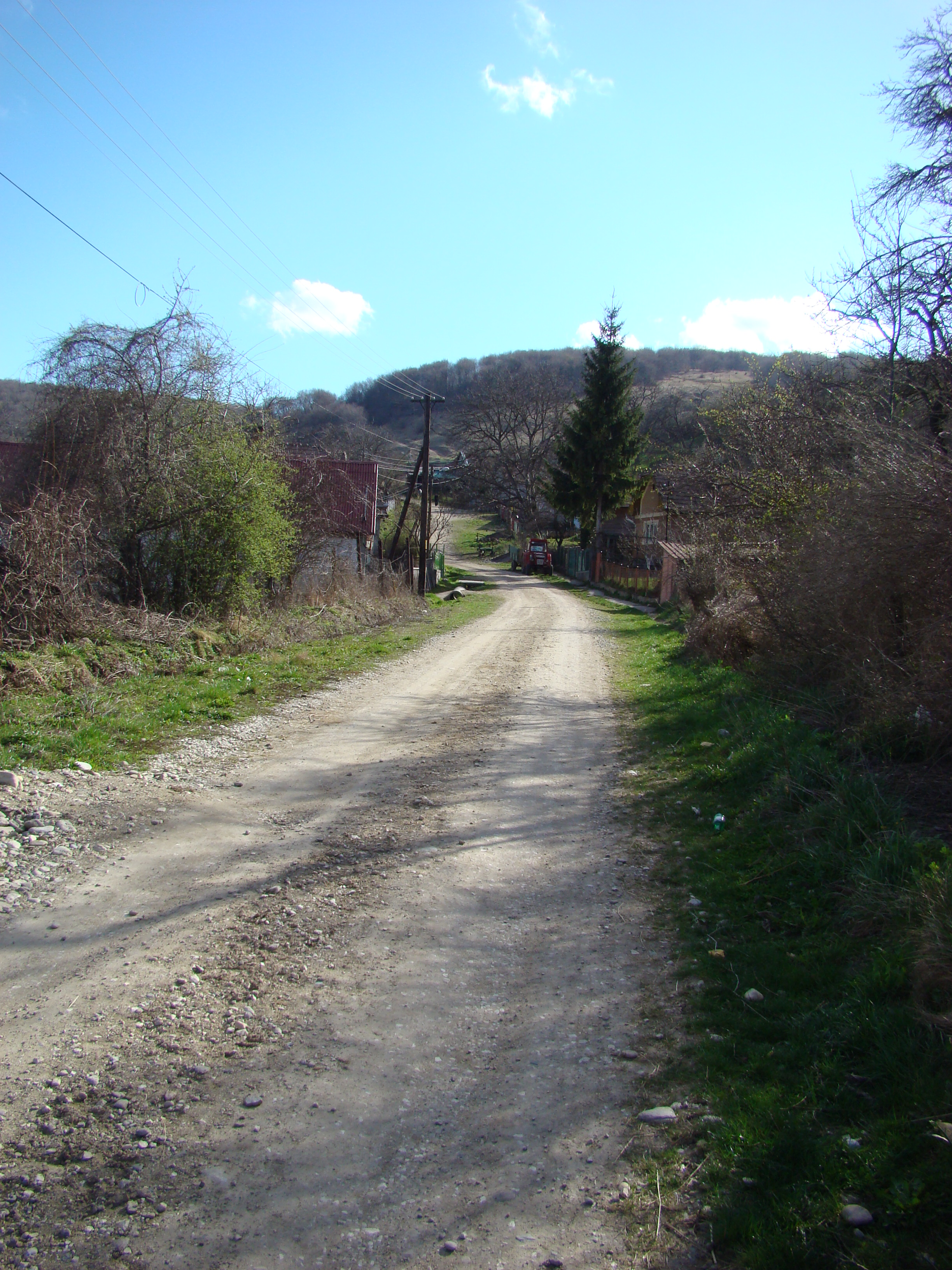
Drumul spre biserică
Biserica de lemn din Moldoveneşti, județul Cluj, 2009
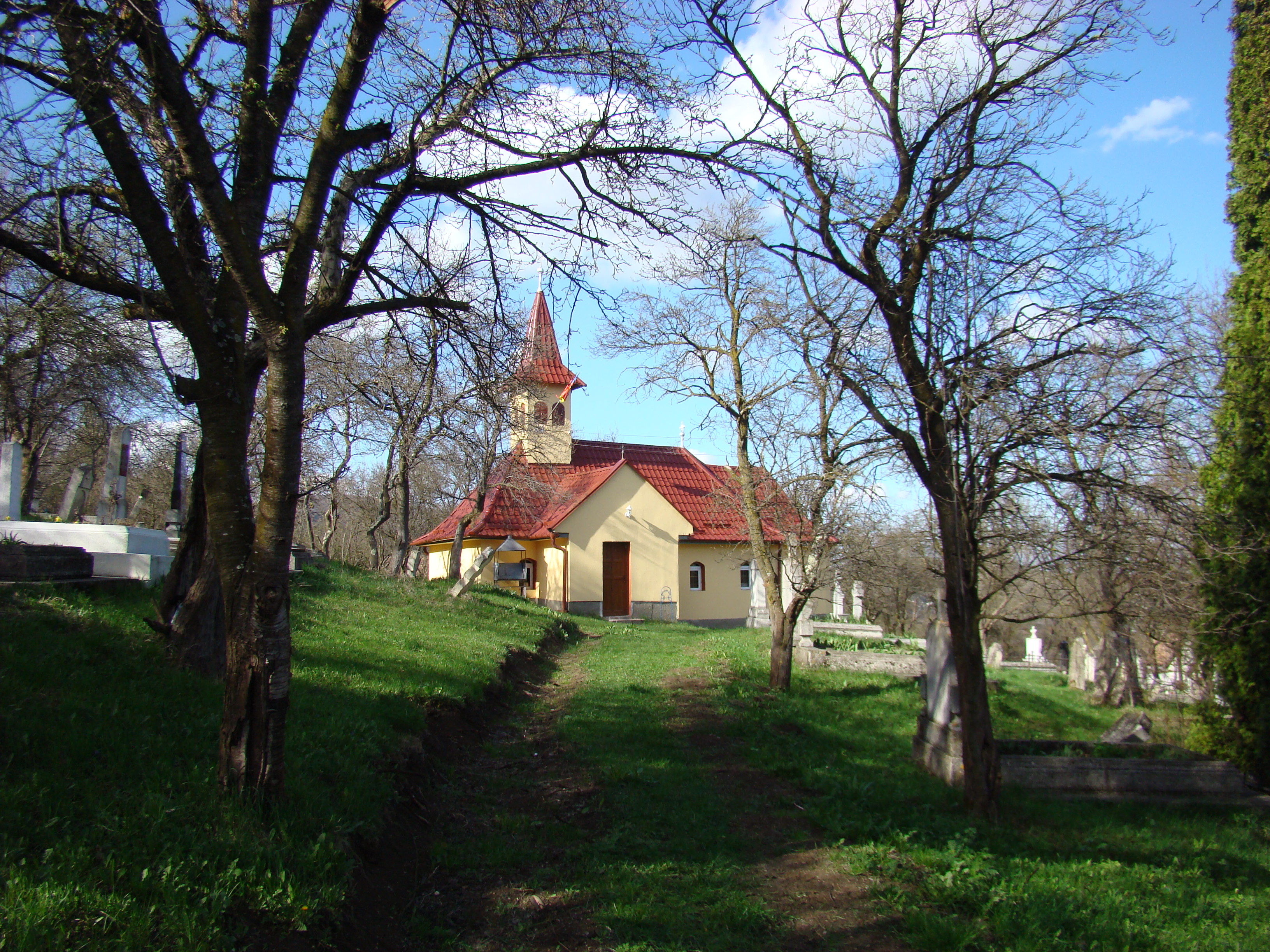
Biserica din depărtare
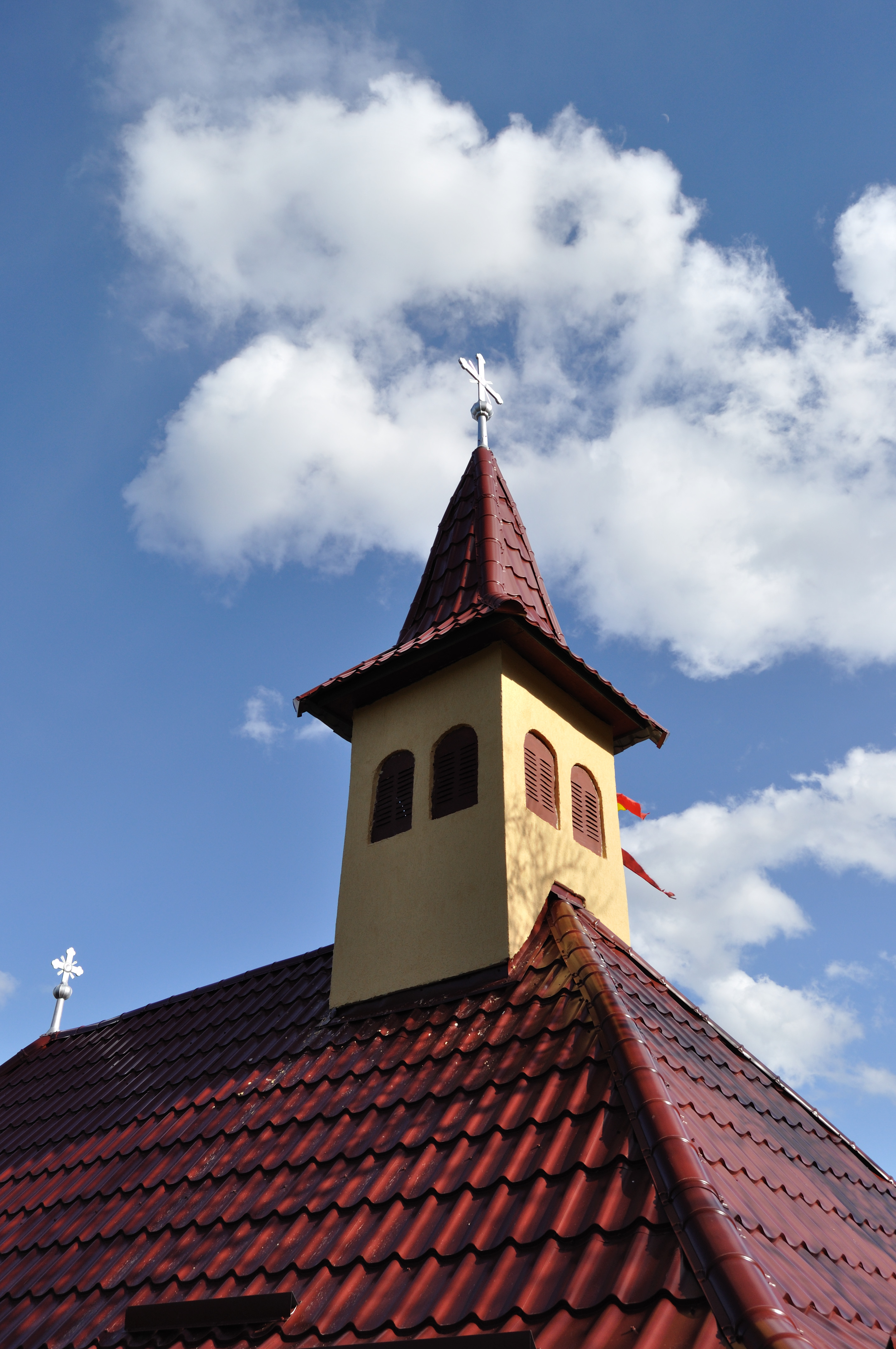
Turnul-clopotniță
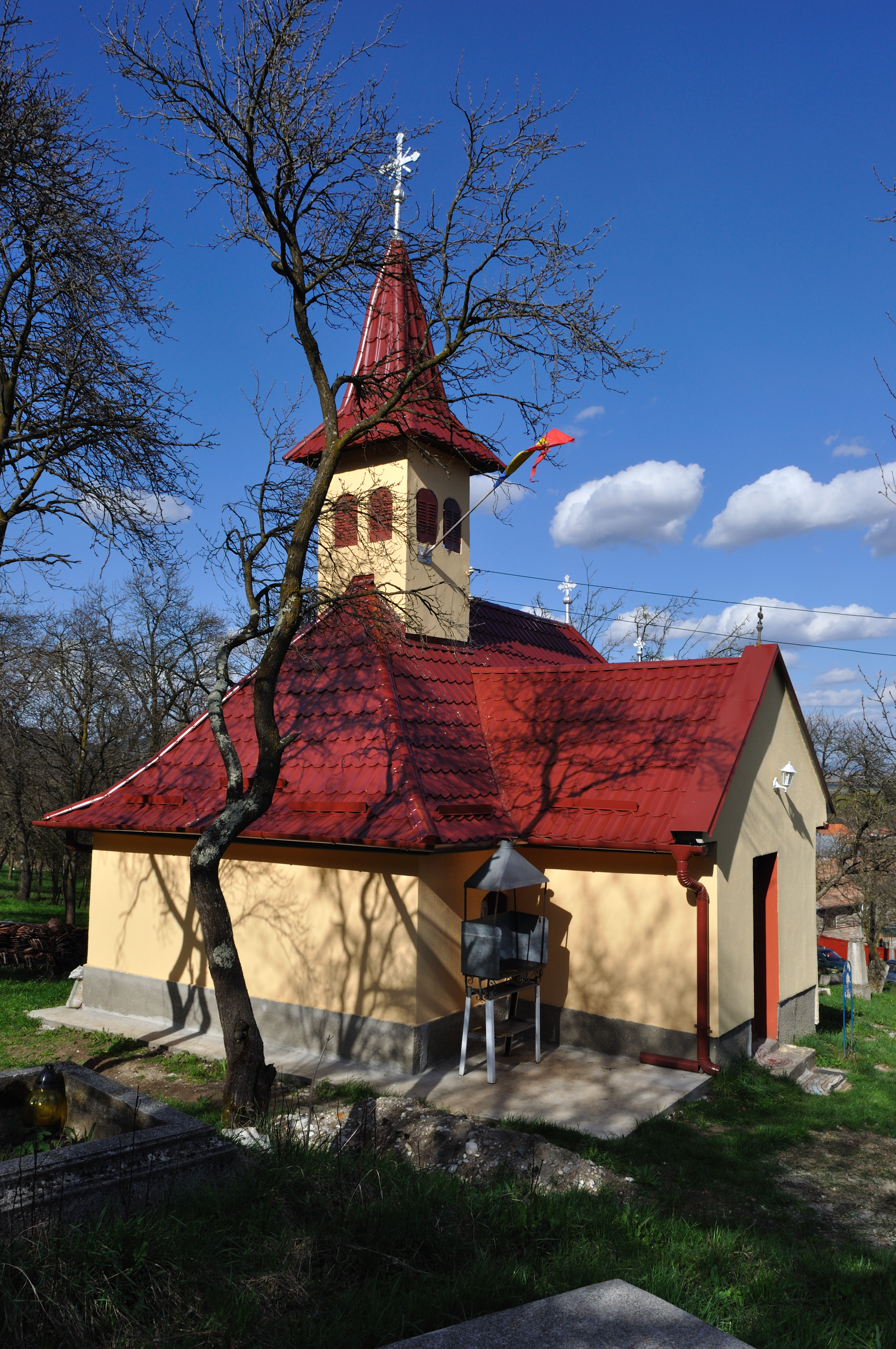
Biserica (sud-vest)
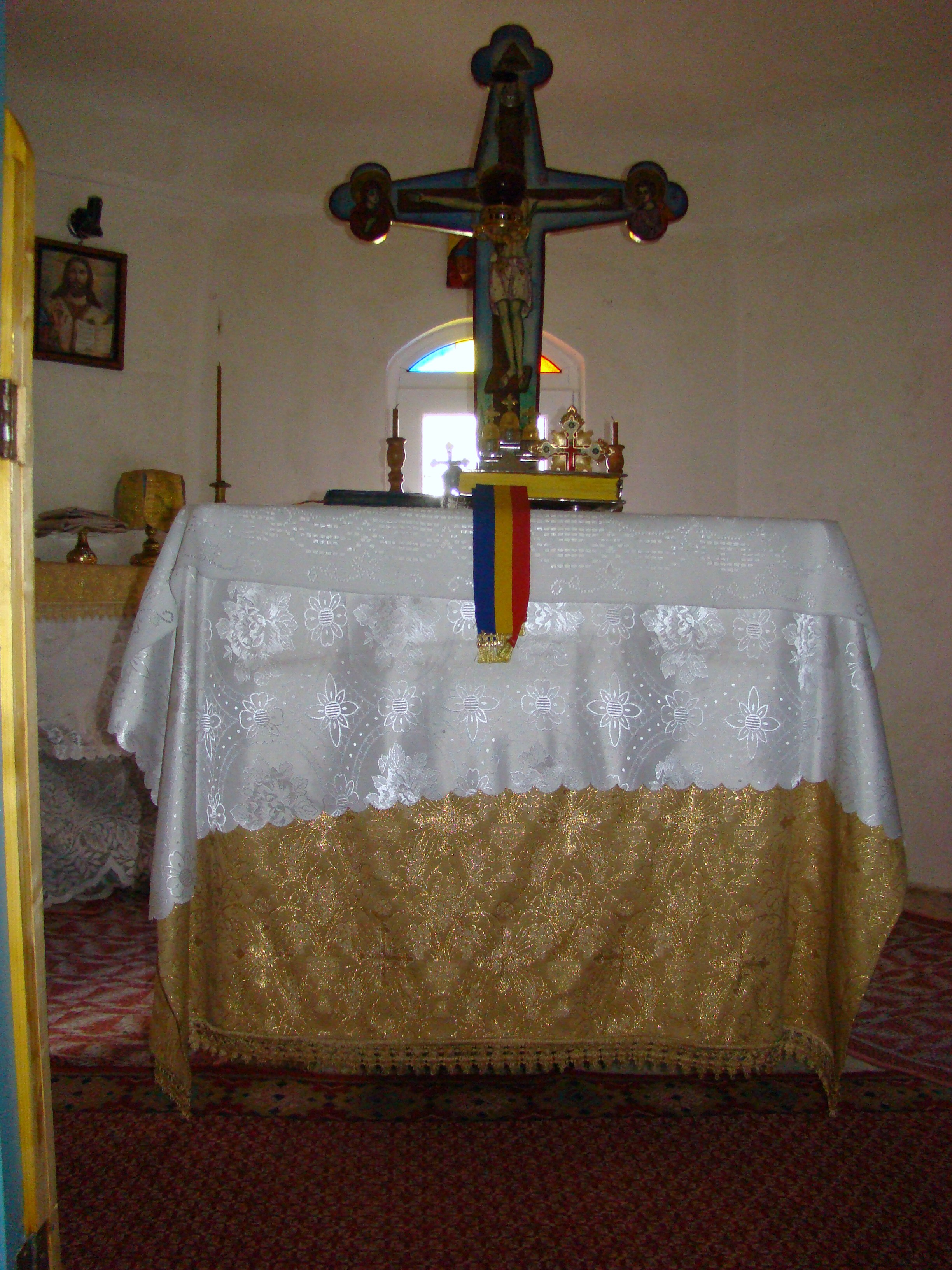
Masa altarului
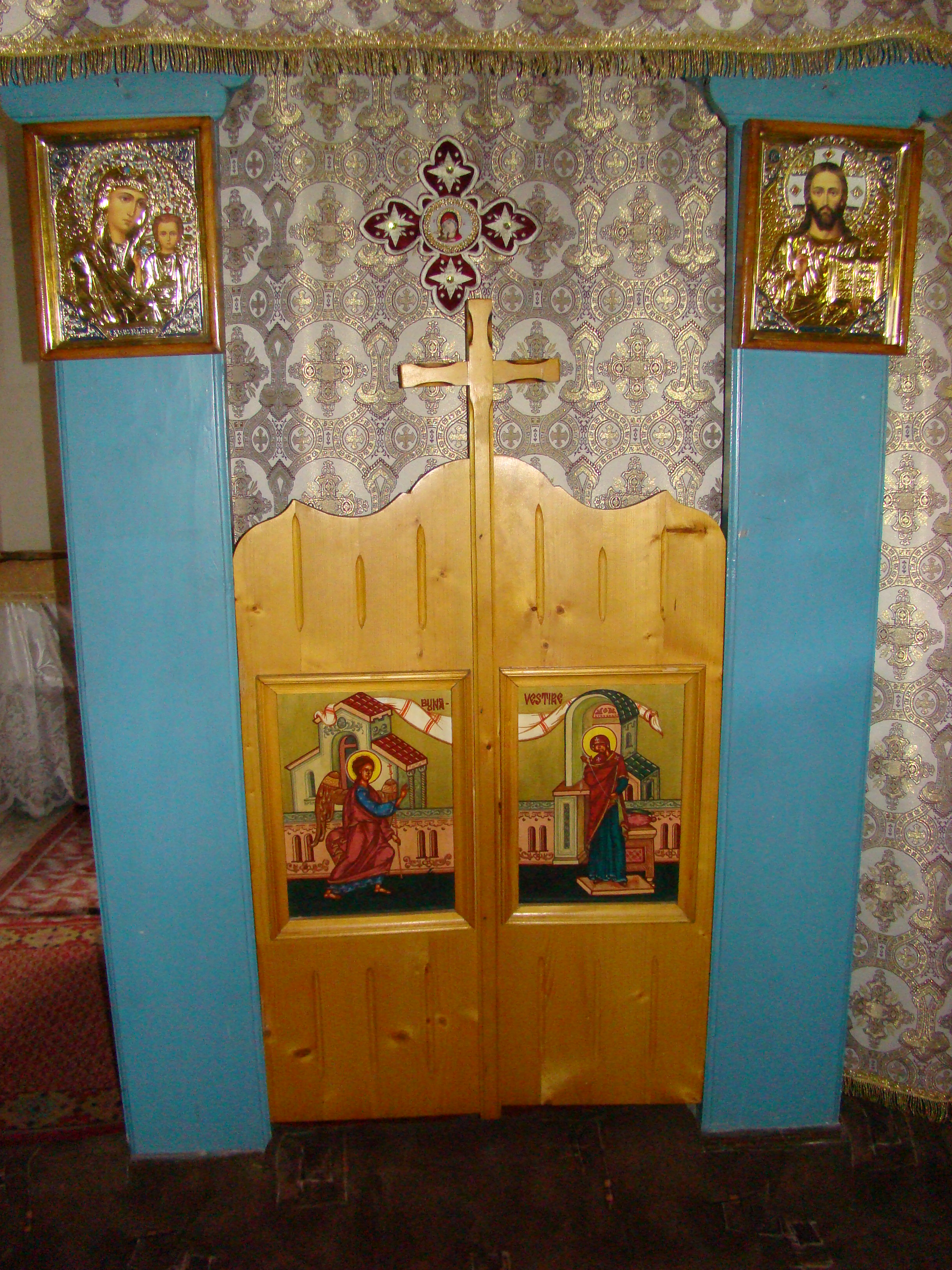
Ușile împărătești
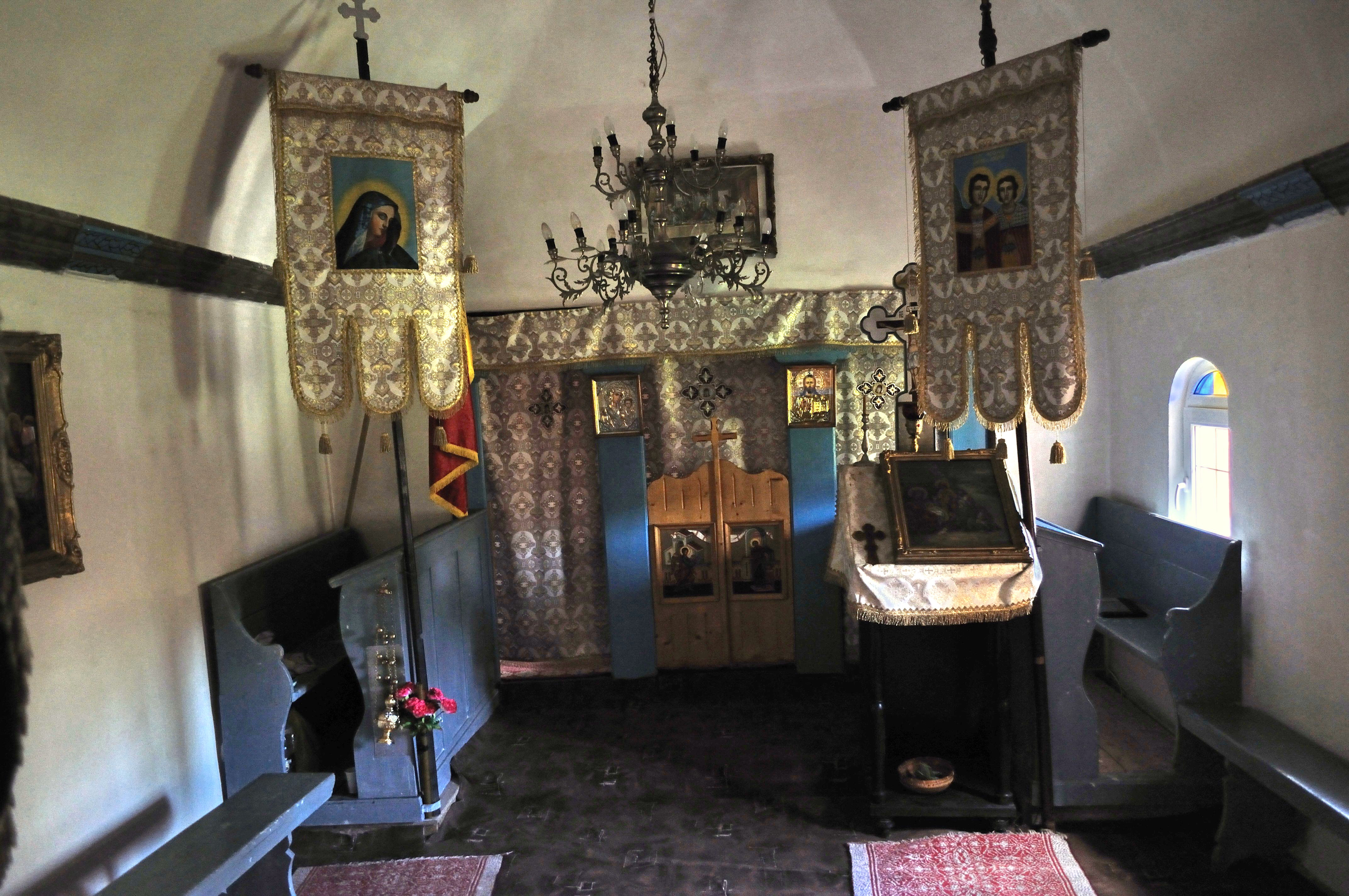
Interiorul navei
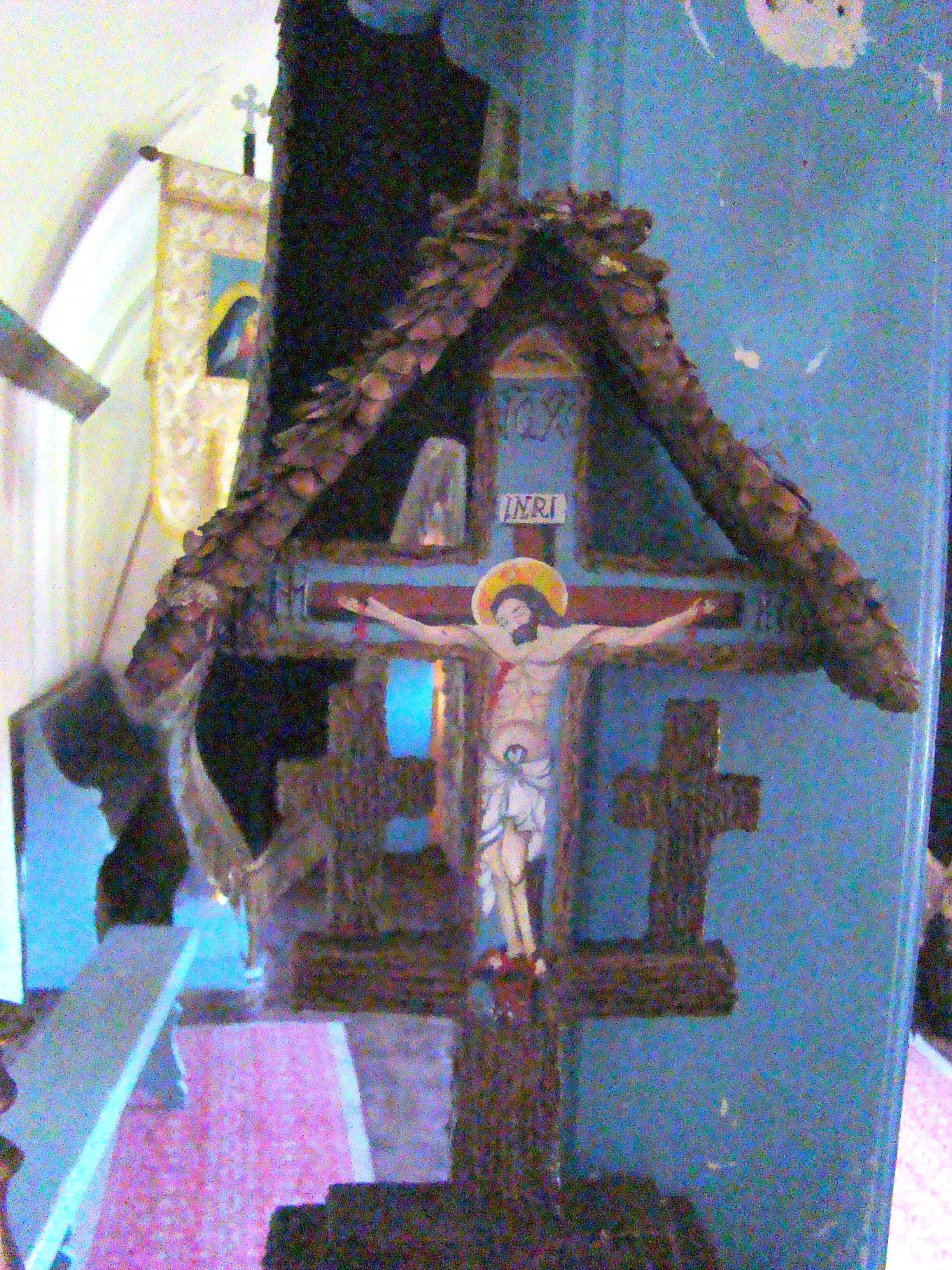
Cruce pictată
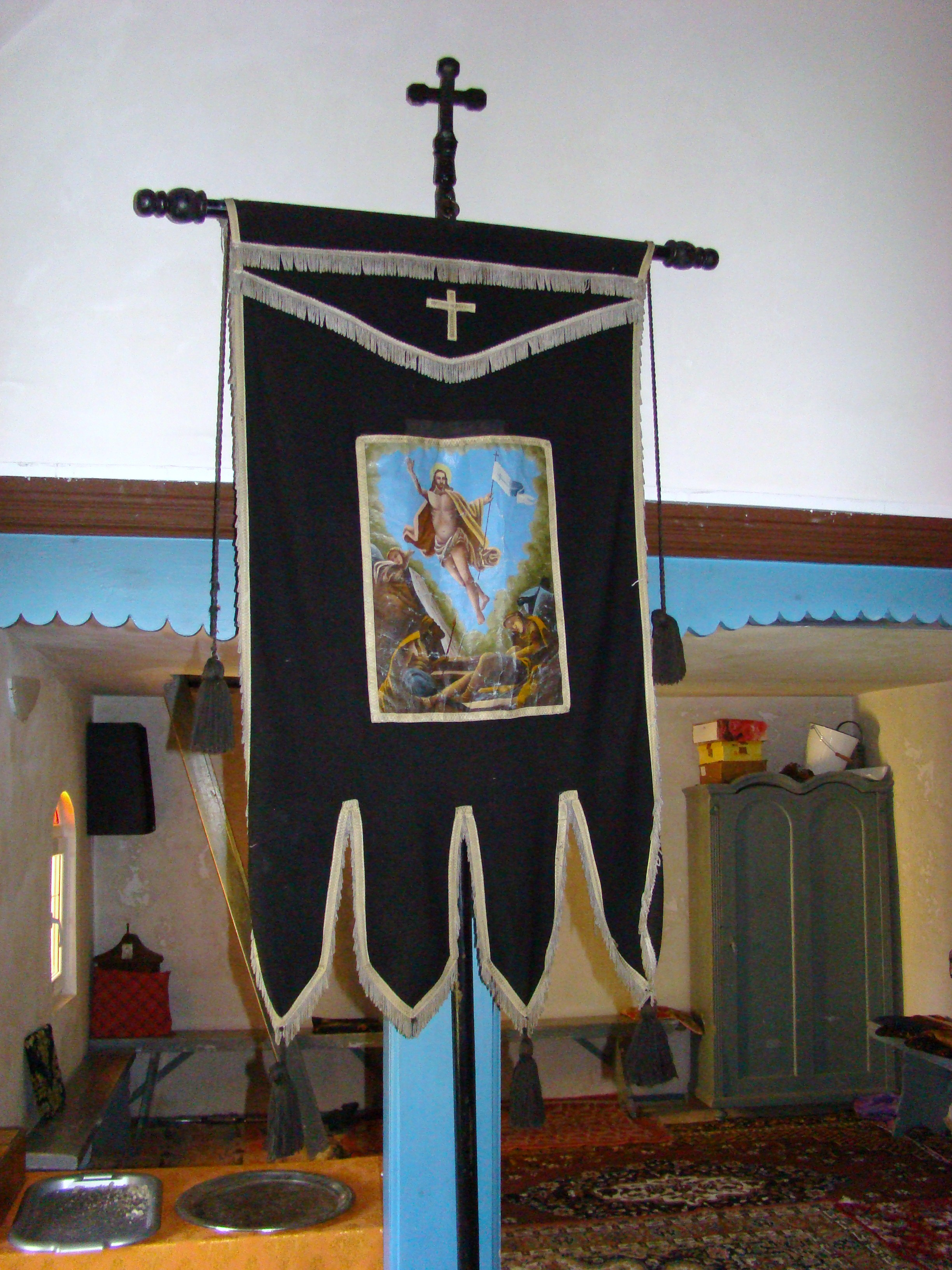
Prapur
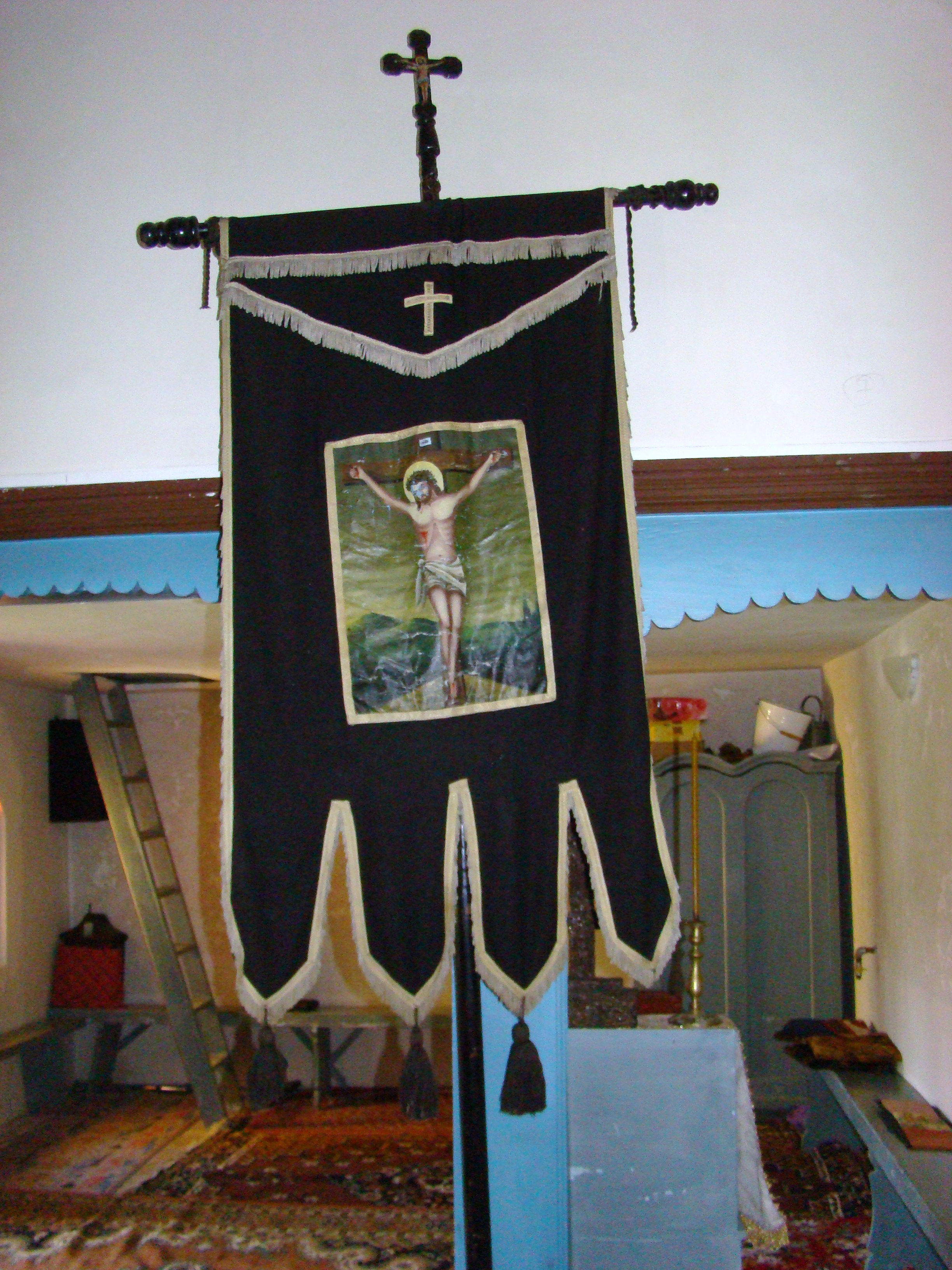
Prapur
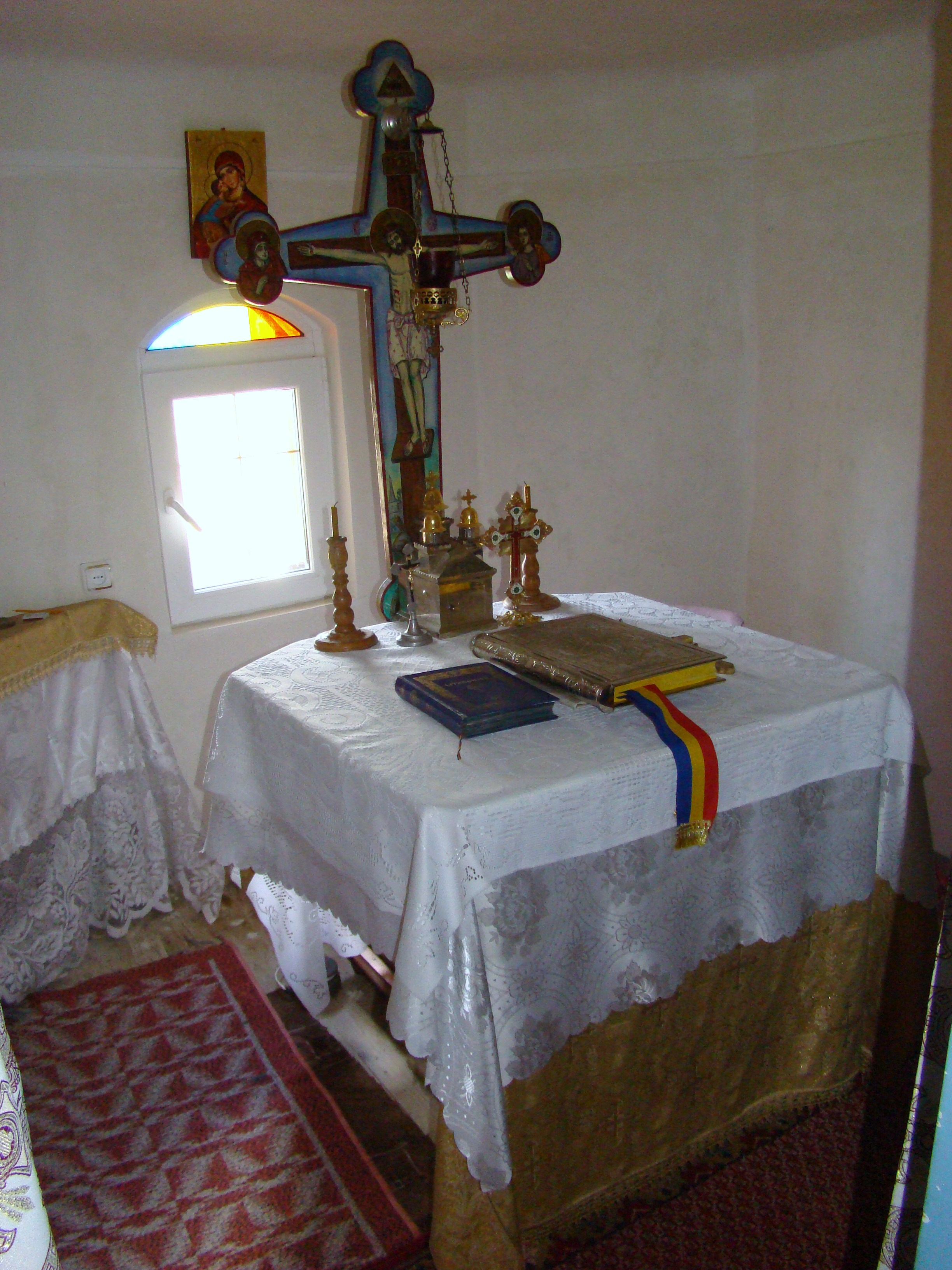
În altar
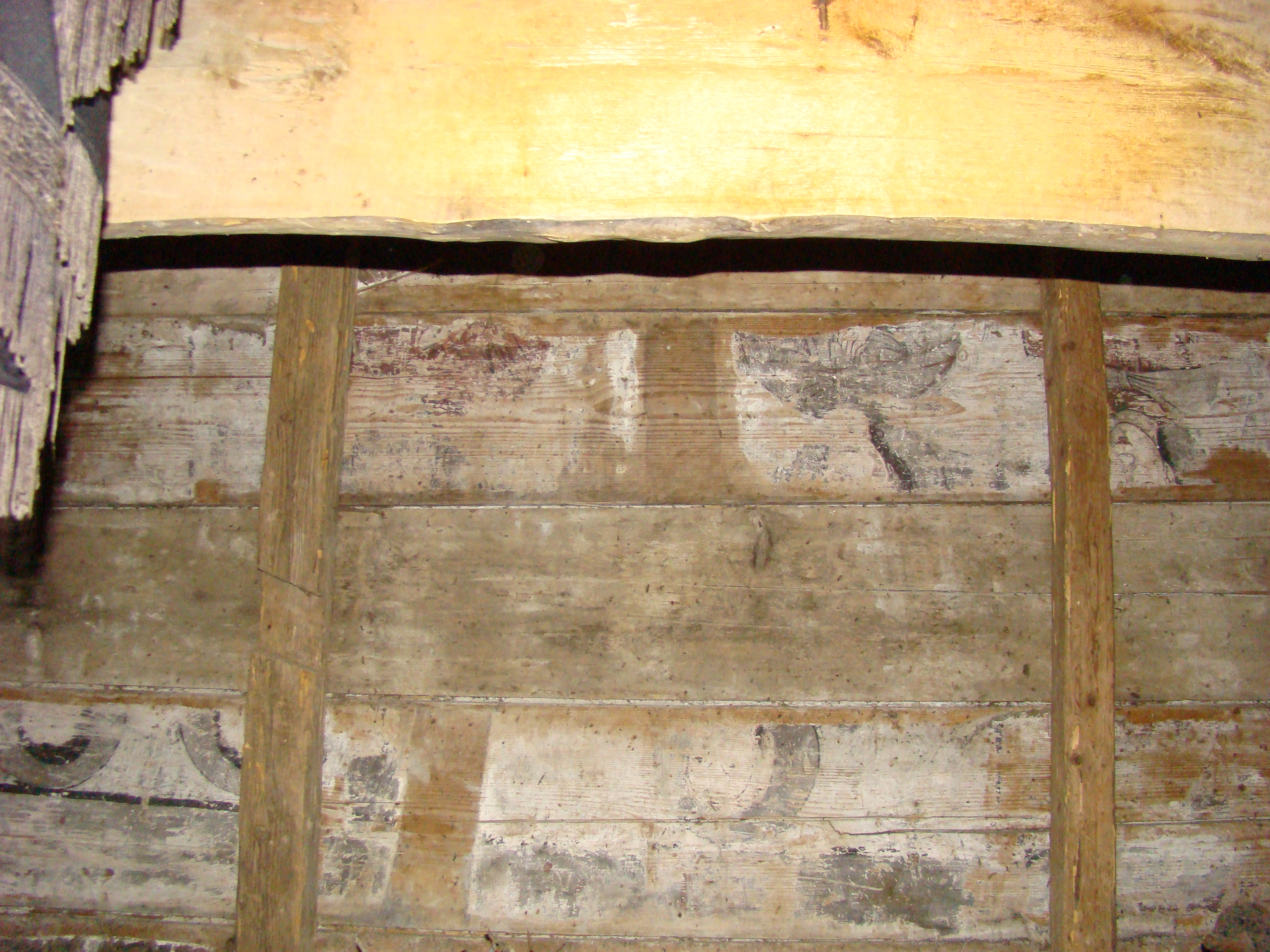
Grinzi cu urme de pictură
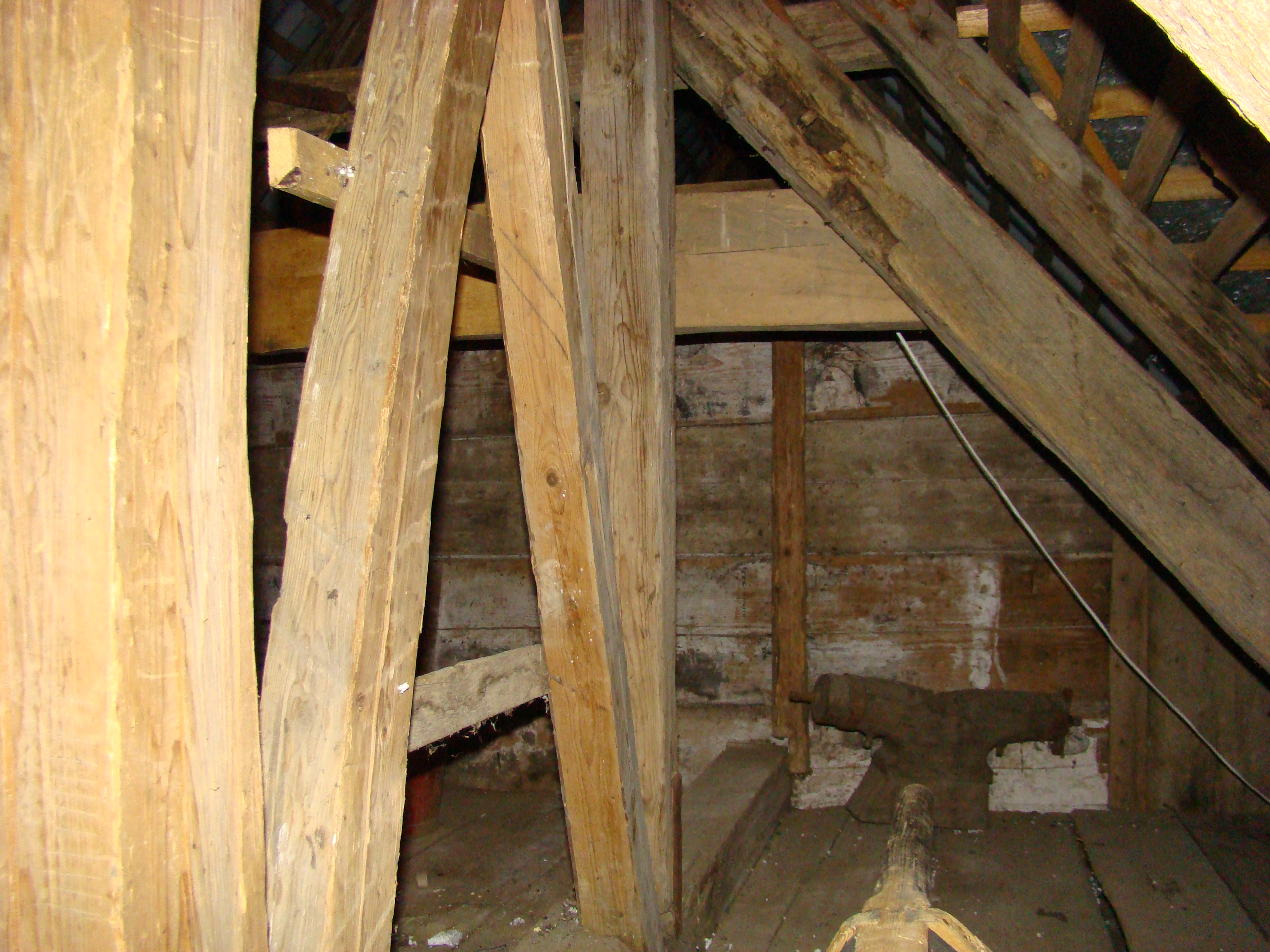
Stâlpii care susțin clopotnița
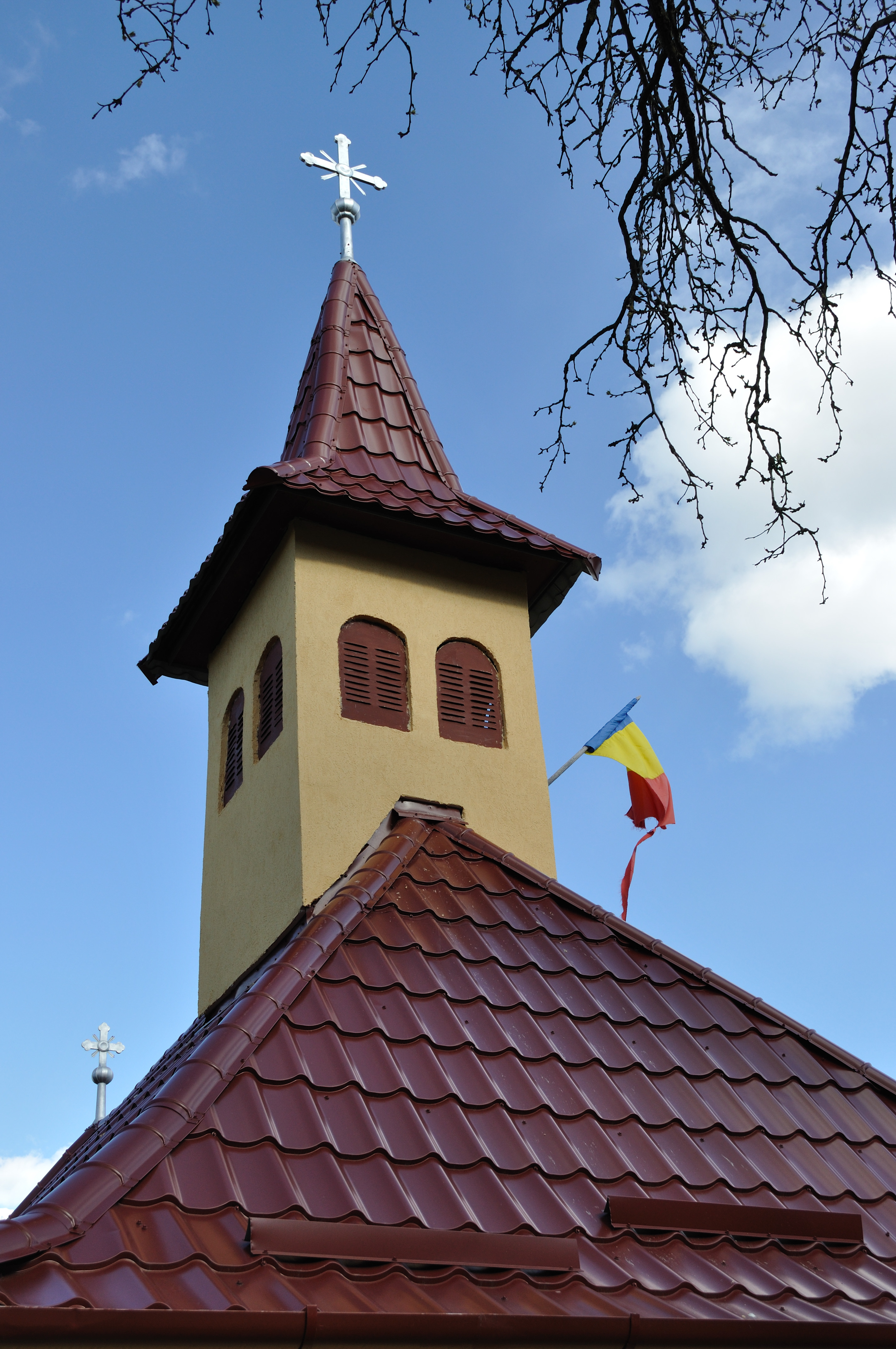
Turnul-clopotniță
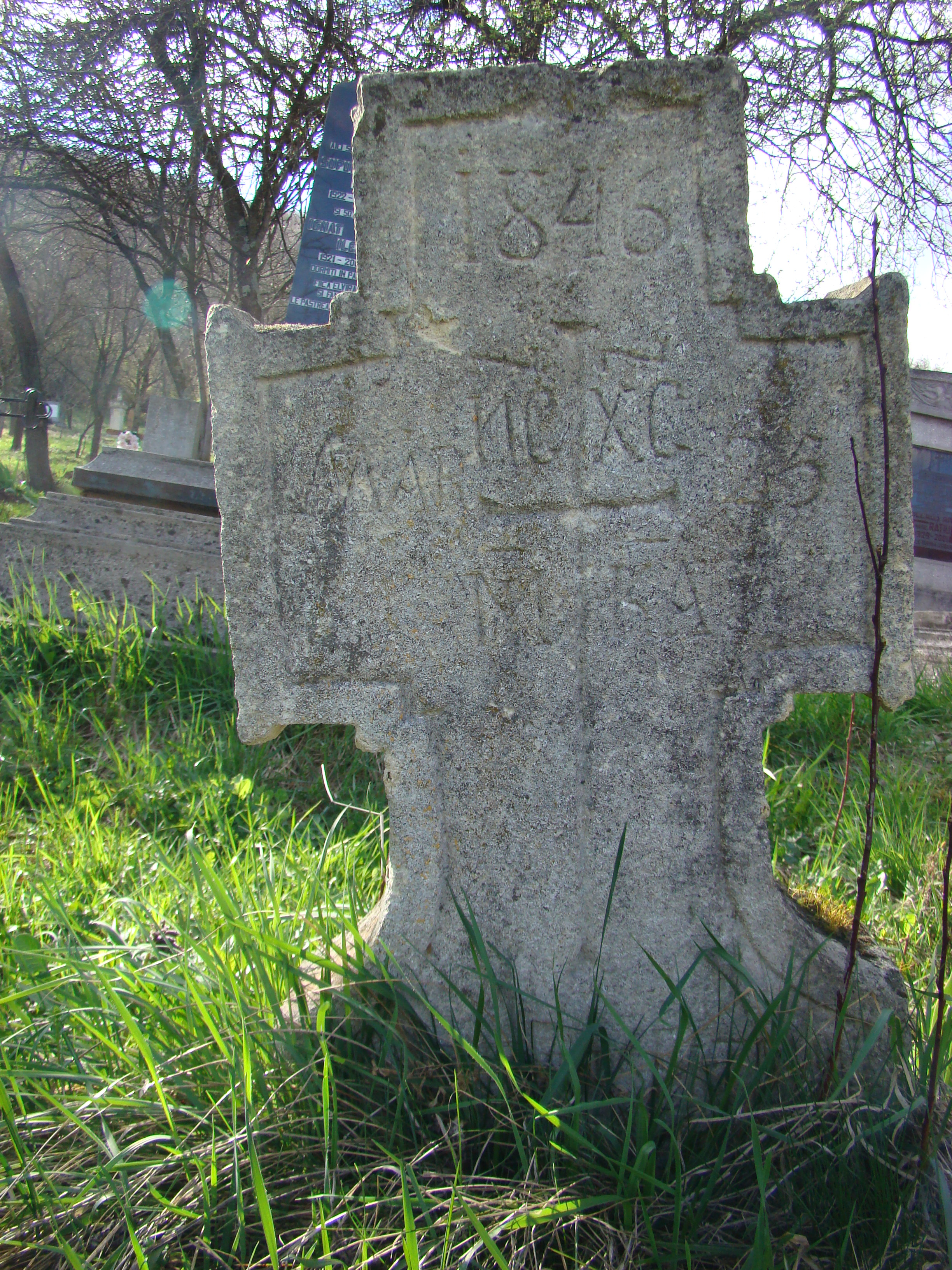
Cruce veche în vecinătate
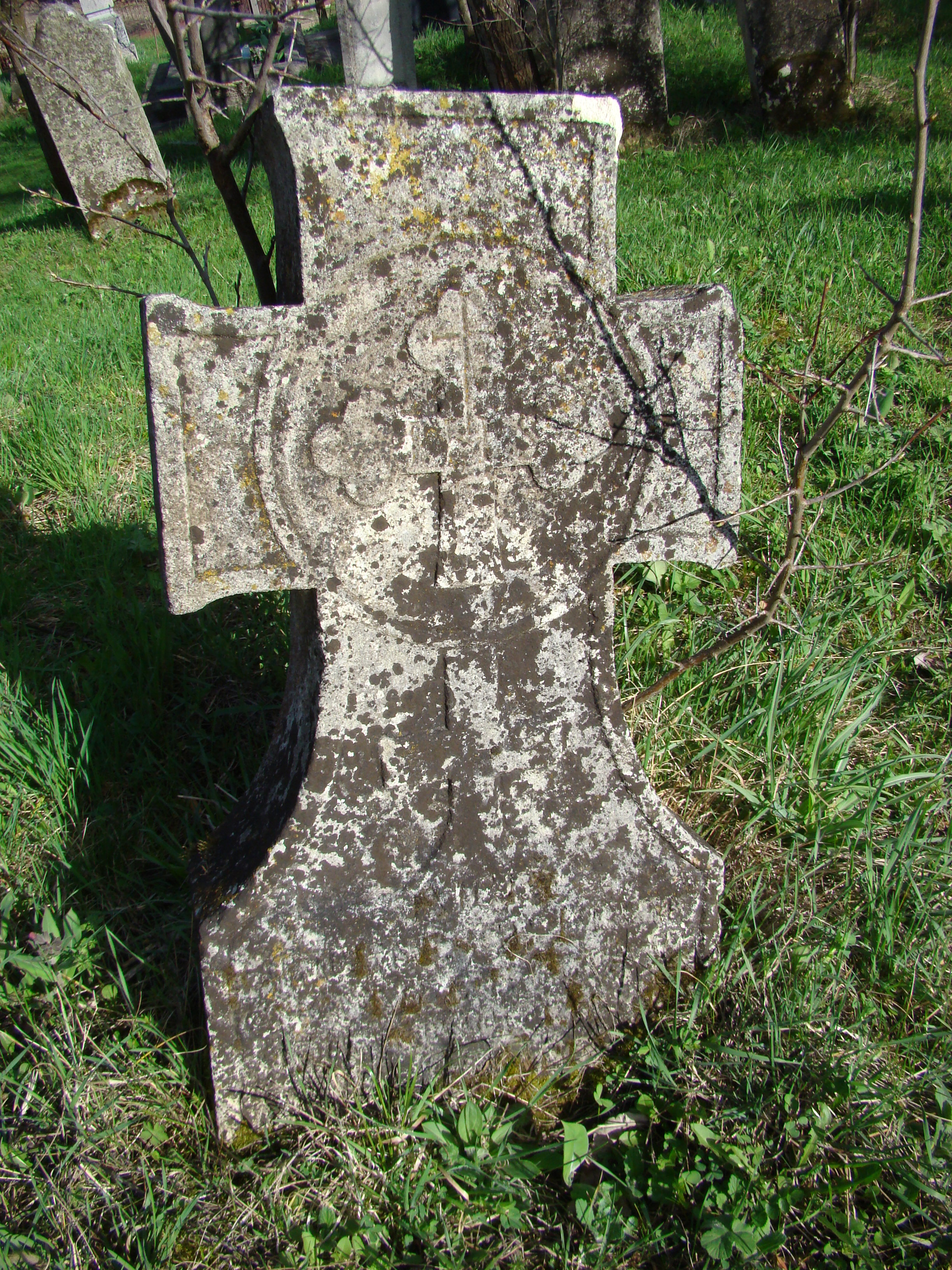
Cruce veche în vecinătate
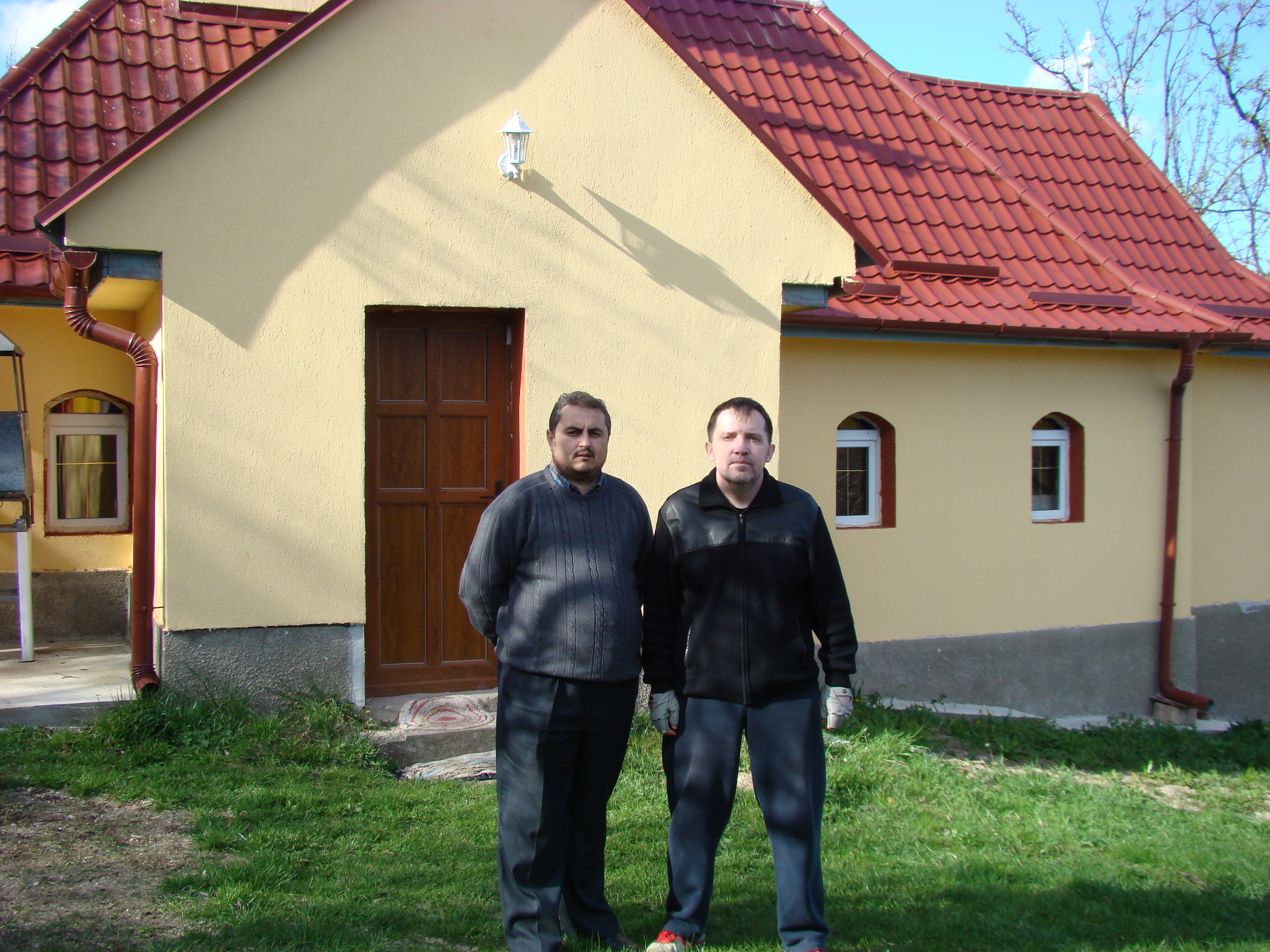
Preotul paroh Liviu Bodea (foto, stânga)